# Contopus cooperi
Contopus cooperi là một loài chim trong họ Tyrannidae.

## Hình ảnh

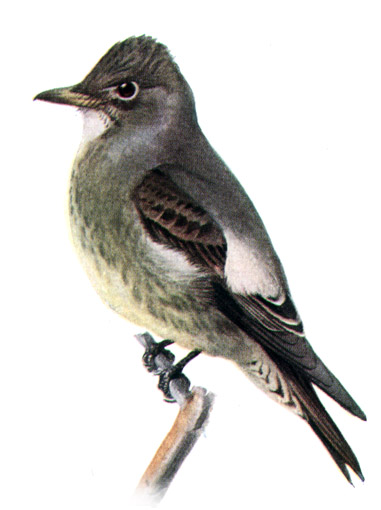
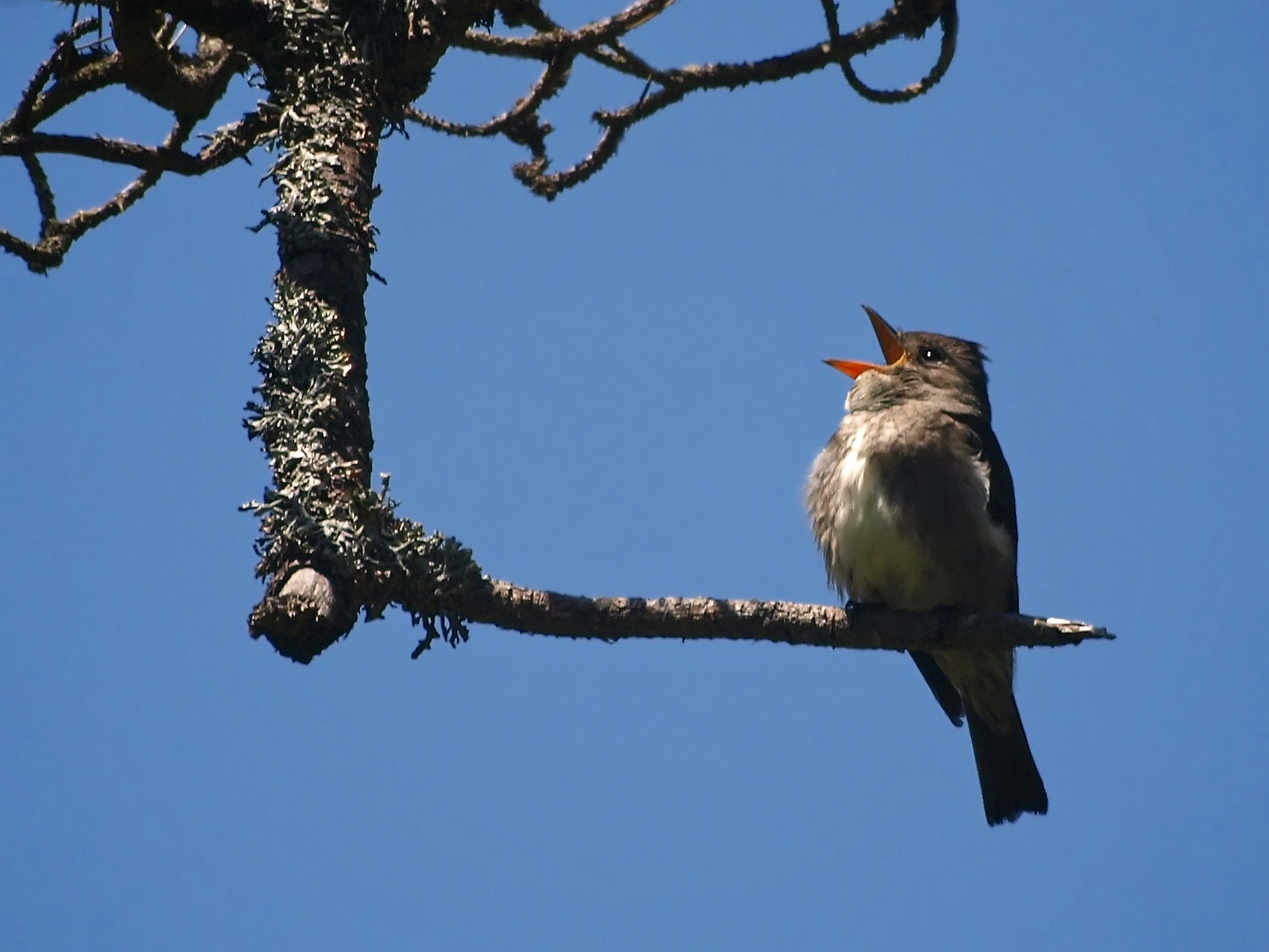